# Doublepatte et Patachon

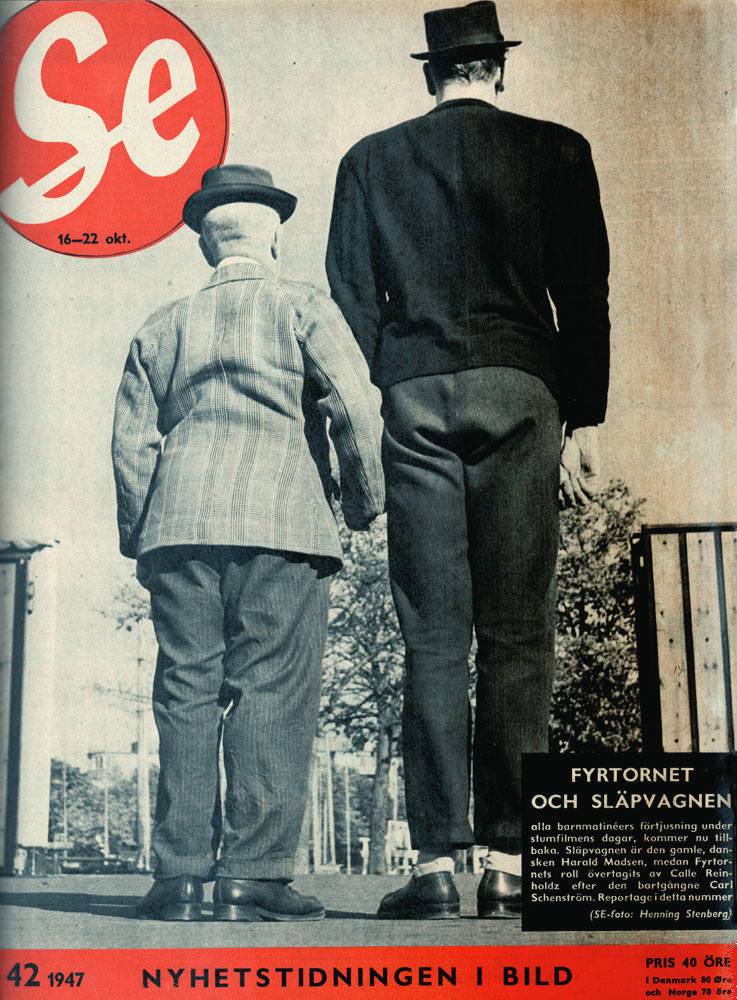
Doublepatte et Patachon (couverture du magazine Se, 1947).

Doublepatte et Patachon (nom original : Fy og Bi) est un duo comique danois, qui fut principalement actif pendant le cinéma muet.

## Historique
Il était composé de Carl Schenstrøm et de Harald Madsen. Entre 1921 et 1940, ils tournèrent plus d'une cinquantaine de films et furent une source d'inspiration pour Laurel et Hardy, qui se constitua en 1927. Doublepatte et Patachon fut le premier duo à acquérir une renommée internationale.
Selon les pays, ils portent différents noms : Fy og Bi (Danemark), Long and Short (Royaume-Uni), Ole and Axel (États-Unis), Pat und Patachon (Allemagne), Крачун и Малчо (Bulgarie).
En 1979, une compilation a été réalisée à partir de plusieurs de leurs films tournés entre 1921 et 1928.

## Filmographie partielle
- 1925 : Vagabonds à Vienne
- 1927 : Pat und Patachon als Schwiegersöhne[4]
- 1929 : Doublepatte et Patachon magiciens[5]
- 1937 : Pat und Patachon im Paradies[6]